# Yakhouba Barry
Yakhouba Gnagna Barry, né le 17 avril 1998 à Conakry en Guinée, est un footballeur international guinéen, qui joue au poste d'attaquant en faveur du club guinéen de l'Horoya AC, en prêt du Santoba FC.

## Biographie
Attaquant, il débute en 2017 en deuxième division avec le Santoba FC, avec qui il remporte le championnat et termine meilleur buteur avec 19 buts. La saison suivante, il termine avec 16 buts meilleur buteur de la première division, son club se classant troisième du championnat, permettant ainsi une qualification pour la Coupe de la confédération 2019-2020. Ses bonnes performances lui permettent d'obtenir un prêt d'une année avec option d'achat en faveur du club d'Horoya AC, le tenant du titre de champion. 
Ses performances en club lui permettent aussi d'obtenir des capes avec le Syli national. Cela se fait à l'occasion du CHAN 2020, organisé en 2021 au Cameroun. Durant ce tournoi, il inscrit deux buts contre la Namibie et un but contre la Tanzanie. Lors de la phase à élimination directe, il n'inscrit aucun but, mais finalement, la Guinée termine tout de même à la troisième place du CHAN.

## Palmarès
| Santoba FC - Championnat de Guinée : - Meilleur buteur : 2018-19 (16 buts) - Championnat de Guinée D2 (1) : - Champion : 2017-18. - Meilleur buteur : 2017-18 (19 buts). |  | Guinée - Championnat d'Afrique des nations : - 3e : 2020. |